# Николети (Фиренца)
Николети је насеље у Италији у округу Фиренца, региону Тоскана.
Према процени из 2011. у насељу је живело 47 становника. Насеље се налази на надморској висини од 65 м.